# غابة شطئية

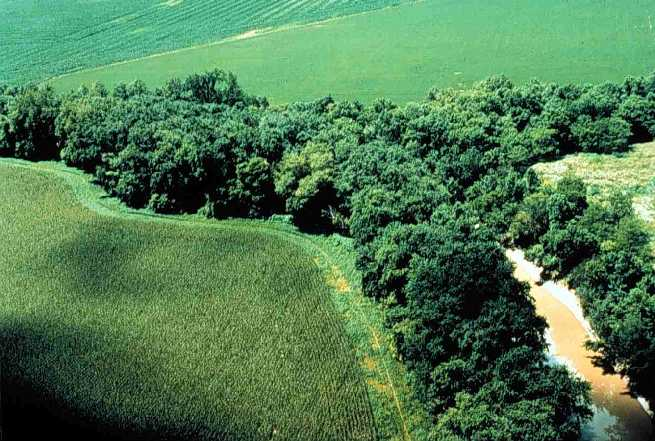

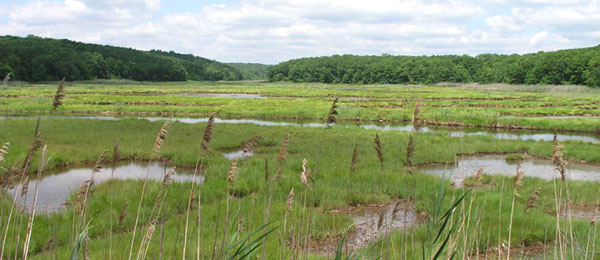

الغابات الشطئية أو الأحراج الشطئية هي غابات مسايرة أو متاخمة للمياه مثل الأنهار والمجاري والبِرك والبحيرات والمستنقعات والمصبات والقنوات والبالوعات أو الخزانات.